# Brończyce (województwo świętokrzyskie)
Brończyce – wieś w Polsce położona w województwie świętokrzyskim, w powiecie kazimierskim, w gminie Bejsce.
| SIMC    | Nazwa   | Rodzaj    |
| ------- | ------- | --------- |
| 0226773 | Wywołek | część wsi |

Wieś kustosza kapituły kolegiaty św. Michała w Krakowie w powiecie proszowickim województwa krakowskiego w końcu XVI wieku.
W latach 1975–1998 miejscowość administracyjnie należała do województwa kieleckiego.

## Kalendarium historyczne
Historia wsi sięga wieku XIII. Dziś Brończyce dawniej Brańczyce ale także: w roku 1353 Branczice, Brancicz, Branyczicze położone 12 km na północny wschód od Uścia Solnego.
Podległości administracyjna świecka i kościelna
W roku 1490 należy do powiatu krakowskiego, w roku 1581 należy do powiatu proszowickiego, w 1470 należy do parafii Rachwałowice (DLb. I s. 540), w 1470 parafia Bejsce (DLb. I s. 541).
W roku 1353 występują jako Brończyce koło rzeki Nidzicy.
W roku 1469 biskup krakowski Jan i Dunin z Morawian zawierają ugodę, na mocy której kmiecie z Brończyc winni naprawiać przekop wykonany przez nich między wsiami Morawiany i Brończycami, wokół swoich łąk. Powinni też przeznaczyć trzecią część łąk przed Brończycami na wygon.

### Własność
Własność biskupa krakowskiego od 1353. W tymże roku Kazimierz Wielki rozstrzygając spór między Siegniewem prepozytem kolegiaty św. Michała na zamku krakowskim a Bodzantą biskupem krakowskim przysądza wieś Brończyce biskupowi. Biskup zeznał, że wieś tę posiadali już czterej jego poprzednicy i on sam ją dzierży (Brończyce były w posiadaniu już Jana Muskaty, biskupa w latach 1295-1320).
W roku 1382 Szczepan i Jakub znani z imienia piszą się jako kmiecie z Brończyc. W roku 1387 kmiecie znani z imienia: Bratkowa, Wojciech, Domasław, Elżbieta, Adam, Paweł, Staszko Płaczko i karczmarz Paweł z Brończyc. W roku 1388 znani z imienia Paweł, Adamko, Jan kmiecie z Brończyc.
- W roku 1424 znany z imienia Piotr kmieć i karczmarz z Brończyc.
- W roku 1469 a także 1470-80 własność biskupa krakowskiego. Rozległość 10 łanów kmiecych karczma bez ról (DLb. I s. 540).
- W latach 1489, 1490-4, 1496-1500, 1508 odnotowano pobór z 9 łanów.
- W roku 1523 znany z imienia Jan młynarz z Brończyc.
- W roku 1529 wieś biskupa w kluczu krakowskim, płaci 22 1/2 grzywny czynszu z ról kmiecych.
- W roku 1530 pobór z 9 łanów, karczmy i młyna o 1 kole.
- W roku 1388 Władysław Jagiełło na prośbę Jana biskupa krakowskiego przenosi jego wieś Brończyce z prawa polskiego na prawo średzkie i nadaje jej immunitet sądowy[7].

W roku 1470-80 10 łanów kmiecych daje dziesięcinę snopową i konopną kustoszowi i kanonikom kolegiaty św. Michała na zamku krakowskim w następującym porządku: z połowy łanów pobiera dziesięcinę jednego roku kustosz, a drugiej połowy I prebenda, następnego zaś roku dzielą między siebie te dziesięcinę II i III prebenda. W latach, w których w wymienieni kanonicy nie pobierają tu dziesięcin, pobierają je w swojej wsi Brańczyce w parafii Niedźwiedź (DLb. I s. 539-43). W roku 1529 I prebenda i kustosz wyżej wymienionej kolegiaty pobierają na zmianę, co drugi rok, dziesięcinę snopową wartości 8 grzywien od 2 kmieci w Brończycach czyli z połowy wsi, II prebenda dziesięcinę snopową wartości 8 grzywien w tychże Brończycach i Brańczycach kolegiaty .